# Ichneumon lacrymans
Ichneumon lacrymans là một loài tò vò trong họ Ichneumonidae.